# (535987) 2015 BO518
(535987) 2015 BO518 est un objet transneptunien faisant partie des cubewanos.

## Caractéristiques
(535987) 2015 BO518 mesure environ 200 km de diamètre.